# فرودگاه میلدورا
فرودگاه میلدورا (به انگلیسی: Mildura Airport) یک فرودگاه با کد یاتا MQL است که یک باند فرود آسفالت دارد و طول باند آن ۱۸۳۰ متر است. این فرودگاه در کشور استرالیا قرار دارد .

## شرکت‌های هواپیمایی و مقصدهای پروازی

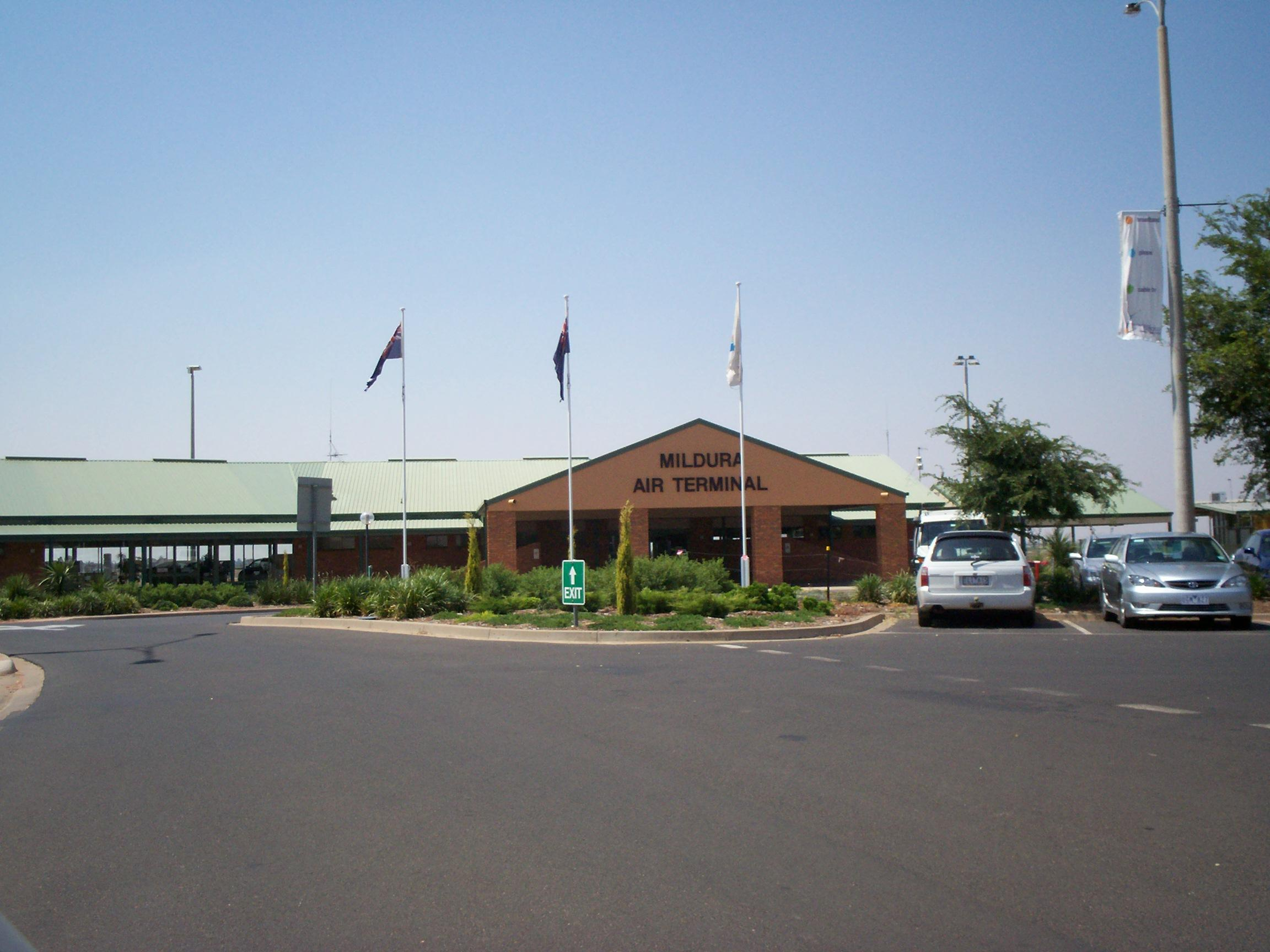
Exterior view of Mildura Airport terminal

| شرکت‌های هواپیمایی                             | مقصدهای پروازی                   |
| --------------------------------------------- | -------------------------------- |
| کانتاس‌لینک اجرا توسط ایسترن استرالیا ایرلاینز | ملبورن                           |
| رجیونال اکسپرس ایرلاینز                       | ملبورن، آدلاید، بروکن هیل، سیدنی |
| ویرجین استرالیا                               | ملبورن                           |